# Txe Arana
Txe Arana (Lérida, 18 de enero de 1972) es una comunicadora, actriz y locutora profesional española, conocida por su trabajo en radio, televisión, teatro y doblaje. 

## Trayectoria

### Radio
Empezó su carrera profesional como locutora de radio en Cadena 13 (Radio Terraferma) y colaborando en la prensa local de su ciudad natal (Diari Segre), a la vez que cursó los estudios de Artes y Oficios. Pasaó a formar parte de Radio Nacional de España (Lleida) y presentó un programa magazine diario en Radio 5 (1990). Posteriormente fue jefe de programas en Antena 3 Radio Lleida (1992) y una vez se trasladó a Barcelona su trayectoria radiofónica como presentadora y realizadora de programas continúo con su paso por Radio 4 (1996), M-80 (1993/94), Catalunya Radio (1999/2015) y en Radio América Barcelona (2020).

### Televisión
Con 19 años debutó en la televisión catalana (Televisió de Catalunya) i presentó el informativo De Vacances. En 1993 se dio a conocer al gran público a través de su trabajo como presentadora, reportera, actriz y entrevistadora del programa musical Sputnik, donde trabajó a lo largo de cinco años protagonizando diversos espacios informativos y de entrevistas como La vida en un pis junto a Miki Puig. A su vez, presentó otros proyectos de la programación cultural y musical del Canal 33 de Televisió de Catalunya (Ei!, Baobab, In Situ…). 
Su carrera en televisión se consolida en TV3 presentando los programas de entrevistas Tres Senyores i un Senyor junto a Susana Griso i Fina Brunet (1995), el programa Coses de la Vida junto al Dtor. Corbella y Maria de la Pau Janer (2000) y programas para la Xarxa de Televisions Locals como Gent de Fòrum (2004) y Xerrades Inesperades (2013) así como Les Converses de l’Esguard en Punt TV (2012/18).
Ha colaborado en programas de entretenimiento y actualidad de TV3 como Això no és tot junto a Jordi González, El Món d’Ariadna de Ramon Colom, Tothom per tothom con Gemma Nierga o La Marató y otros proyectos audiovisuales. 
Su carrera de actriz en televisión destaca por la interpretación de diversos personajes para las series de TV3: Laberint d’Ombres, Temps de Silenci, El Cor de la Ciutat así como capítulos en Estació d’Enllaç i KMM.

### Teatro
En el teatro debutó con la obra Estrips de Toni Cabré por la que recibió el Premi Alcover (1999) llevando el espectáculo de gira por Catalunya, Valencia y Baleares. También formó parte de la compañía Els Comediants, y giró a lo largo de cuatro años por España, Europa y EE. UU. los espectáculos Las 1001 noches (2004) en el papel de Sherezade y El Gran Secreto (2008). Creó el espectáculo Cantaralejas junto al músico Adrià Puntí (2001/02) y diversos recitales de poesía que estrena como rapsoda en Cataluña.

### Locutora
Arana ha trabajado como locutora y actriz de voz en todo tipo de producciones audiovisuales además de prestar su voz a múltiples eventos como la II edición de los premios Gaudí de la Academia del Cine Catalán, en febrero de 20103 y una larga lista de programas de televisión y documentales. (Gran Recorregut, Cinema 3, Ànima, Silenci, Ritmes, Colors, Flamenco, Nydia, Autògrafs, Cançons, Musica.Doc, Clàssica, ON-Off, Tarasca, Un lloc per viure, 30 minuts, 60 minuts, MIC, La cuina dels Titelles, Tria 33, Adéu Espanya, Hola Europa…) En 2020 es la voz en off del programa de cultura de TV3 Quan arribin els Marcians y voz de doblajes en diversos proyectos como los programas Turismo rural en el mundo y Senderos por el mundo de La 2 de TVE.
También ha trabajado como maestra de ceremonias de múltiples eventos, galas televisivas en directo y entregas de premios como La Nit de les Lletres catalanes (2008), els Premis Ciutat de Barcelona (2015), diversas ediciones de los Premios Vinari junto a Empar Moliner; el Festival de Cine de Sitges, el Festival de Cine Latinoamericano de Catalunya, los Premios Laus, el concurso musical Èxit junto a Salvador Escamilla, el Festival de Cine de Muntanya de Torelló, entre muchos otros actos de ámbito profesional, cultural y artístico.
Colabora desde 2012 en la revista digital Esguard, donde realiza entrevistas a personalidades de la cultura.  

## Filmografía

### Televisión
- 1993: Sputnik (presentadora)
- 1993: Tres senyores i un senyor (presentadora)
- 1998-2000: Laberint d'ombres
- 1999: Coses de la vida (presentadora)
- 2001: Temps de silenci (2 episodios)
- 2005: El cor de la ciutat
- 2007: Colors en sèrie (voz, episodio "Vermell")
- 2007: Un lloc per viure (voz, documental)
- 2009-2010: Ànima
- 2010: Adéu, Espanya? (voz, documental)
- 2013: Hola, Europa! (voz, documental)

### Cine
Ha participado en los siguientes cortometrajes:
- 2008: Reality, de Kim Gázquez
- 2009: Marcianas, de Sintu Amat